# Список номинантов на премию «Большая книга» 2010 года
Список номинантов на премию «Большая книга», попавших в длинный список (лонг-лист) премии «Большая книга» в пятом сезоне 2009—2010 года. Всего на премию было номинировано 379 произведений (книг и рукописей). Совет экспертов выбрал 49 произведений. Длинный список был опубликован 15 апреля 2010 года. Список финалистов (шорт-лист) из 14 произведений был опубликован 19 мая 2010 года. Победители были объявлены 23 ноября 2010 года.
Список представлен в следующем виде — Победители, Список финалистов (кроме Победителей), Длинный список (кроме Победителей и Списка финалистов). Для каждого номинанта указано название произведения, а для рукописей — их авторы (по возможности).

## Победители
1. Павел Басинский — «Лев Толстой: бегство из рая» — Первое место
2. Александр Иличевский — «Перс» — Второе место
3. Виктор Пелевин — «t» — Третье место, Приз читательских симпатий (первое место)
4. Антон Павлович Чехов — Специальный приз «За вклад в литературу»

## Список финалистов
1. Андрей Балдин — «Московские праздные дни»
2. Евгений Водолазкин — «Соловьёв и Ларионов»
3. Михаил Гиголашвили — «Чёртово колесо» — Приз читательских симпатий (третье место)
4. Борис Евсеев — «Евстигней»
5. Олег Зайончковский — «Счастье возможно: Роман нашего времени»
6. Евгений Клюев — «Андерманир штук» — Приз читательских симпатий (второе место)
7. Павел Крусанов — «Мёртвый язык»
8. Олег Павлов — «Асистолия»
9. Герман Садулаев — «Шалинский рейд»
10. Роман Сенчин — «Елтышевы»
11. Асар Эппель — «Латунная луна»

## Длинный список
1. Василий Авченко — «Правый руль»
2. Еремей Айпин — «Божья Матерь в кровавых снегах»
3. Сухбат Афлатуни — «Поклонение волхвов. Гаспар»
4. Вадим Бабенко — «Простая душа»
5. Игорь Вишневецкий — «Сергей Прокофьев»
6. Владимир Войнович — «Автопортрет. Роман моей жизни»
7. Валерий Вотрин — «Последний магог»
8. Наталья Громова — «Распад. Судьба советского критика»
9. Денис Драгунский — «Плохой мальчик», «Нет такого слова»
10. Максим Кантор — «В ту сторону»
11. Бахыт Кенжеев — «Обрезание пасынков»
12. Игорь Клех — «Хроники 1999 года»
13. Владимир Козлов — «СССР. Дневник пацана с окраины»
14. Эдуард Кочергин — «Крещённые крестами: Записки на коленках»
15. Михаил Левитин — «Таиров»
16. Анатолий Найман — «Груда, колос и совок»
17. Александр Нежный — «Там, где престол сатаны»
18. Алексей Поликовский — «Жена миллионера»
19. Захар Прилепин — «Леонид Леонов: Игра его была огромна»
20. Рустам Рахматуллин — «Облюбование Москвы. Топография, социология и метафизика любовного мифа»
21. Андрей Рубанов — «Хлорофилия»
22. Дина Рубина — «Белая голубка Кордовы»
23. Антон Уткин — «Крепость сомнения»
24. Маргарита Хемлин — «Клоцвог»
25. Сергей Шикера — «Стень»
26. Любовь Юргенсон — «Воспитанные ночью»
27. Рукопись — Ирена Полторак, Дмитрий Лычковский — «Когда был Ленин мумией»
28. Рукопись — Шамиль Идиатуллин — «СССРтм»
29. Рукопись — Андрей Тавров — «Матрос на мачте»
30. Рукопись — Ольга Новикова — «Христос был женщиной»
31. Рукопись — Валентин Добрынин — «Полёт шмеля»
32. Рукопись — Андрей Матвеев — «Смотритель маяка»
33. Рукопись — Алексей Слаповский — «Поход на Кремль»
34. Рукопись — Всеволод Бенигсен — «Раяд»
35. Рукопись — Елена Катишонок — «Против часовой стрелки»